# Silvana De Mari

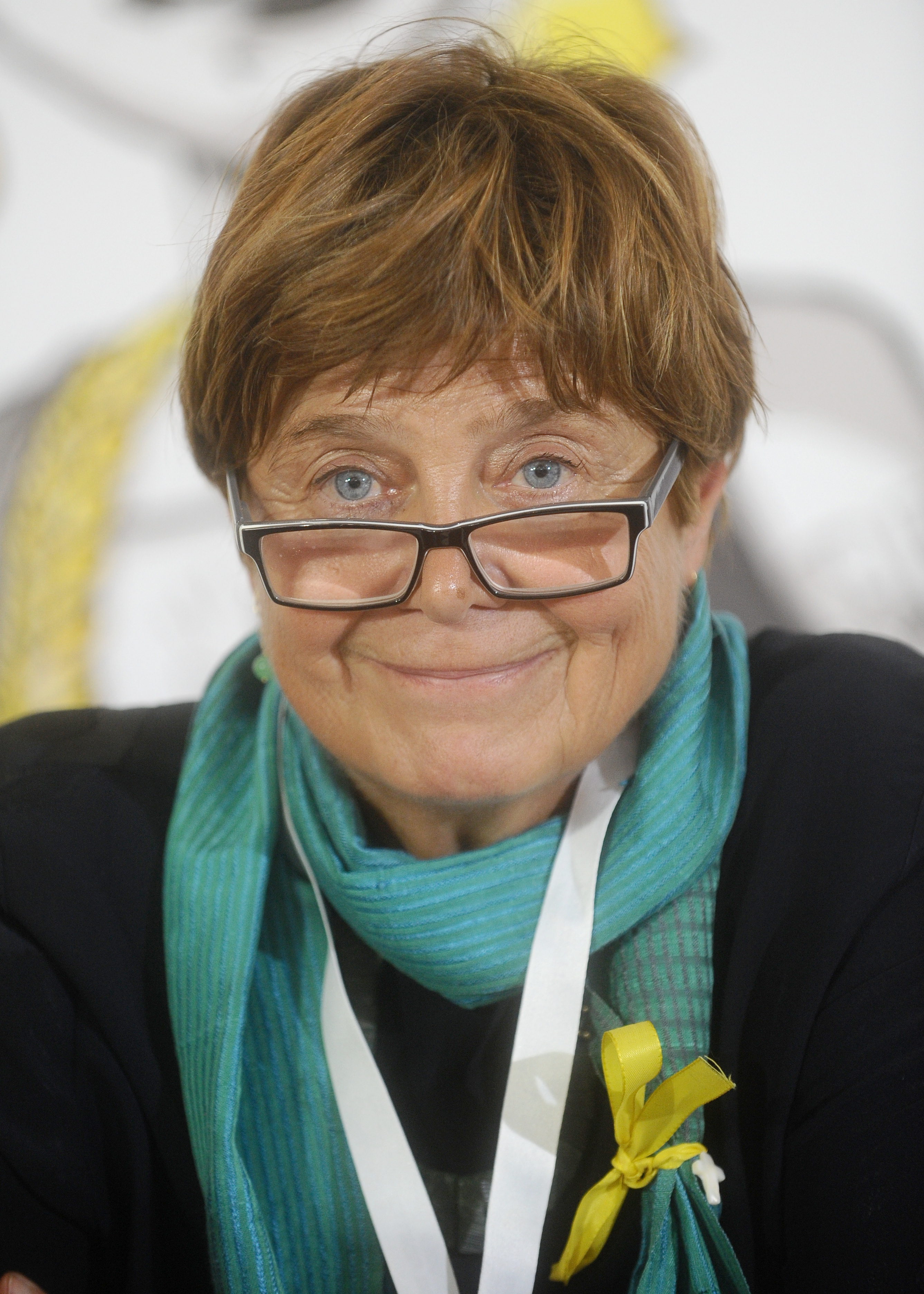
Silvana De Mari – Lucca Comics & Games 2016

Silvana De Mari (* 1953 in Santa Maria Capua Vetere) ist eine italienische Schriftstellerin.

## Biografie
Sie studierte Medizin und arbeitete zuerst als Ärztin in Italien, später als Freiwillige in Äthiopien. Heute arbeitet sie in der Psychotherapie. Silvana De Mari hatte bereits kürzere Texte in Zeitschriften veröffentlicht, als ihr mit dem Kinderbuch L'ultimo elfo 2004 der literarische Durchbruch gelang. Das Buch, das für Kinder ab elf Jahren gedacht ist, ist inzwischen wie seine drei nachfolgenden Bände in 18 Sprachen übersetzt worden.
Sie lebt mit ihrer Familie in der Nähe von Turin.
In Italien ist sie vor allem für ihre homophoben, rassistischen, wissenschaftsfeindlichen, impfkritischen und sexistischen Ansichten bekannt.

## Werk

### Italienisch
- L'ultima stella a destra della luna. Salani 2000.
- La bestia e la bella. Salani 2003.
- L'ultimo elfo, Salani 2004.
- L'ultimo orco, Salani 2005.
- Il drago come realtà. Salani 2007[9]
- Gli ultimi incantesimi. Salani 2008.
- Il cavaliere, la strega, la Morte e il diavolo. Lindau 2009.
- Il gatto dagli occhi d'oro. Fanucci 2009
- L'Ultima Profezia del Mondo degli Uomini. Fanucci 2010.
- Io mi chiamo Yorsh, Fanucci, 2011. (Prequel de L'ultimo elfo)
- L'ultima profezia del mondo degli uomini. L'epilogo, Fanucci, 2012.
- Arduin il rinnegato, Ares, 2017. (Pre-prequel de L'ultimo elfo)
- L'ultimo mago, Ares, 2020.

### In deutscher Übersetzung
- Der letzte Elf. Aus dem Italienischen von Barbara Kleiner. cbj, München 2008, ISBN 978-3-570-13478-8
- Der letzte Ork. Aus dem Italienischen von Barbara Kleiner. cbj, München 2009, ISBN 978-3-570-13521-1
- Der letzte Zauber. Aus dem Italienischen von Barbara Kleiner. cbj, München 2010, ISBN 978-3-570-13850-2
- Die Rückkehr der Elfen. Aus dem Italienischen von Barbara Kleiner. cbj, München 2010, ISBN 978-3-570-13945-5
- Das Erbe des Magierkönigs: Der Aufbruch, Band 1 cbj, München 2017, ISBN 978-3-570-17403-6
- Das Erbe des Magierkönigs: Tochter des Lichts, Band 2 cbj, München 2018,  ISBN 978-3-570-16508-9

## Auszeichnungen und Nominierungen
- 2004: Premio Andersen und Premio Bancarellino für L'ultimo elfo
- 2006: Best Children’s Books of 2006 für Il drago come realtà bzw. die englische Fassung The Last Dragon[10]
- 2006: Mildred L. Batchelder Award
- 2010: Main Student Book Award (nominiert)[11]
- 2011: Nutmeg Children’s Book Award (nominiert) 2011[11]

## Rezension
Entgegen den im Ausland überwiegend positiven Kritiken im Hinblick auf Der letzte Elf hatten ältere deutschsprachige Rezensenten Probleme mit dem Erzählstil und der Geschichte De Maris: „Die Handlung ist so simpel, höhepunktslos und wenig originell, dass Kinder ab drei Jahren schon mit dieser Gute-Nacht-Geschichte befriedigt werden können. Andererseits baut die Autorin (oder vielleicht auch die Übersetzung?!) dermaßen schwere Worte ein, dass Kids hier wenig verstehen dürften. (...) Auch der Erzählstil, der hier gewählt wurde, ist wenig überzeugend. Die Figuren werden in der ersten Geschichte mit ‚Frau‘, ‚Jäger‘ und ‚Der kleine Elf‘ benannt, was eine Sympathisierung mit den Figuren schier unmöglich macht. Wie sollen sich bitte kleine Kinder und / oder Jugendliche, je nachdem, wer sie lesen soll, mit Figuren anfreunden, die keine Namen haben? Fragen stellt dieses Fantasymärchen ziemlich viele – nur die Antworten bleiben aus. Man ist als Leser schon sehr ratlos, wenn man sich fragen muss, was dieses Buch denn nun geworden ist. Irgendwie eine leere Hülse ohne Leben und Leidenschaft. ‚Der letzte Elf‘: Außer dem wundervollen Cover und dem tollen Titel ist dieses Buch kein empfehlenswerter Vertreter seines Genres geworden. Eher ein undefinierbares Stück Märchen, das schwer zugeordnet werden kann. Schade, hier hätte man weitaus mehr herausholen können – und auch müssen!“
Manche Rezensenten waren mit der forcierten Handlung bei Der letzte Ork weniger einverstanden: „Dieses Buch ist unglaublich grausam. Es lässt einen kalt werden und die Seele gefrieren. Während man im ersten Band bereits erlebt hat, wie egoistisch und kaltherzig die Menschen sind, schlägt die Geschichte des zweiten Bandes das bei weitem. So schockieren einige Szenen, lassen den Leser weinen, leiden und die Agierenden verfluchen. Es wird alles zerstört, was man lieb gewonnen hat. (...) Alles in allem liegt hier eine spannende Fortsetzung des ersten Bandes „der letzte Elf“ vor, die aber vor allem grausam, traurig und sehr berührend ist. Für schwache Gemüter ist diese Fortsetzung nicht geeignet“.
Im dritten Teil der Reihe erkannten die Kritiker jedoch eine Wandlung: „Silvana de Mari hält ihren märchenhaften Stil zwar aufrecht, ist sich aber auch nicht zu schade, Grausamkeiten zu beschreiben und sich mit einer Hinrichtung zu beschäftigen. Längst verzichtet sie darauf, die Welt naiv und liebenswert zu schildern, wartet stattdessen mit nüchternem Realismus auf, denn sie nennt viele Dinge beim Namen. Allerdings schafft sie es, jüngeren Lesern keine Angst zu machen, da sie ihre Helden einerseits niemals die Hoffnung verlieren lässt und andererseits die Grenzen für die Detailtreue der Beschreibungen genau kennt“.
Besondere Erwähnung findet bei Rezensenten der gelungener Spagat zwischen dem unverklärten Beschreiben von Lebensrealitäten und dem Schwelgen in idyllischen Phantasiewelten. „Silvan de Mari begleitet die tragische Seite ihrer Geschichte […], ohne dabei zu sehr in Klischees zu verfallen. [Ein…] intensives Leseerlebnis voller Gefühl, Humor und ein wenig Wehmut.“

## Kontroversen
Sie äußerte kritische Positionen gegenüber Homosexualität.
In ihrem Blog schrieb sie: „Auch du kannst homophob werden, wenn du weißt, wie es geht“. In ihrem Blog argumentiert sie, dass Homophobie (ein Verbrechen in den meisten zivilisierten Staaten) ein Menschenrecht sei. Als Ärztin glaubt sie an das Vorhandensein von „grausamen Krankheiten, die Menschen betreffen, die an anale Penetration leiden“, vermutlich in Bezug auf das umstrittene „Gay Bowel Syndrome“.
Als Psychotherapeutin steht sie im Gegensatz zur APA und behauptet, dass Homosexualität nicht existiert […] Es gibt nur eine Sexualität, und die biologischen Verlierer lehnen sie ab. Sie erklärte auch, dass „die APA, American Psychiatric Association, die Welt regiert, indem sie ein diagnostisches und statistisches Handbuch verwendet, ohne das man keine Diagnose oder offizielle Begutachtung erstellen kann. Das DSM (Diagnostisches und Statistisches Handbuch) kostet enorm viel Geld und hat denselben ethischen und wissenschaftlichen Wert wie die verschiedenen Plakate über Rassen.“.
Aufgrund dieser Aussagen leitete die italienische Ärztekammer ein Disziplinarverfahren ein. Der Präsident dieser Kammer bezeichnete diese Aussagen als „außerhalb des Bereichs der wissenschaftlichen Erkenntnisse“. Im Juni 2023 wurde sie aus der Ärztekammer von Turin ausgeschlossen.

## Verurteilungen wegen Verleumdung von LGBT-Personen
Silvana De Mari wurde in zwei Verleumdungsverfahren vor dem italienischen Bezirksgericht in Turin verurteilt.
Im ersten Fall basierten die Anklagen auf Aussagen einer LGBT-Gruppe aus Turin, des Menschenrechtskomitees des Piemont und der Stadt Turin bezüglich Äußerungen von Frau De Mari, in denen sie betonte, dass anale sexuelle Handlungen im Satanismus üblich seien, dass homosexuelle Vereinigungen kriminell seien und gab eine Definition von Homosexuellen als „neue arische Rasse“ und „Idioten“. Silvana De Mari wurde wegen Verleumdung schuldig gesprochen und zu einer Geldstrafe von 1500 Euro sowie zur Zahlung einer Entschädigung von 5000 Euro an die LGBT-Verbände verurteilt.
Der zweite Fall wurde durch eine Klage der Homosexuellenvereinigung Mario Mieli motiviert, deren Mitglieder von Silvana De Mari beschuldigt wurden, Pädophilie, Nekrophilie und Koprophagie zu fördern. Auch dieser zweite Fall endete mit einer Verurteilung wegen Verleumdung. Silvana De Mari wurde zu einer Geldstrafe von 1.500 Euro sowie zur Zahlung von 5.000 Euro Entschädigung an die betroffene Vereinigung verurteilt.